# Stadion Leśny w Słupcy
Stadion Leśny w Słupcy – stadion piłkarski, który znajduje się w Słupcy. Wybudowano go w 1959 roku ze środków Totalizatora Sportowego. 
Płyta boiska ma wymiary 105 x 69 metrów i otoczona jest bieżnią. Murawę okala bieżnia, a w jej sąsiedztwie zlokalizowano stanowiska do skoku w dal i pchnięcia kulą. Stadion posiada trybunę na około 2000 miejsc, którą w 2010 roku przebudowano wzbogacając o plastikowe siedzenia, te pozyskano ze zmodernizowanego Stadionu Miejskiego w Poznaniu. W tym samym roku, płytę boiska wyposażono w nowoczesny system nawadniający. W roku 2015 ukończono prace remontowe związane z wymianą bieżni wokół boiska - utworzono nawierzchnię poliuretanową.
Stadion jest własnością słupeckiego MOSiRu, a użytkuje go obecnie drużyna piłkarska SKP Słupca.
Wcześniej stadion nosił nazwę Stadion XV-lecia PRL. Po roku 1989 obiekt zaczęto nazywać Stadionem Miejskim. Obecna nazwa stadionu została uchwalona na sesji Rady Miejskiej we wrześniu 2014 roku.

## Galeria

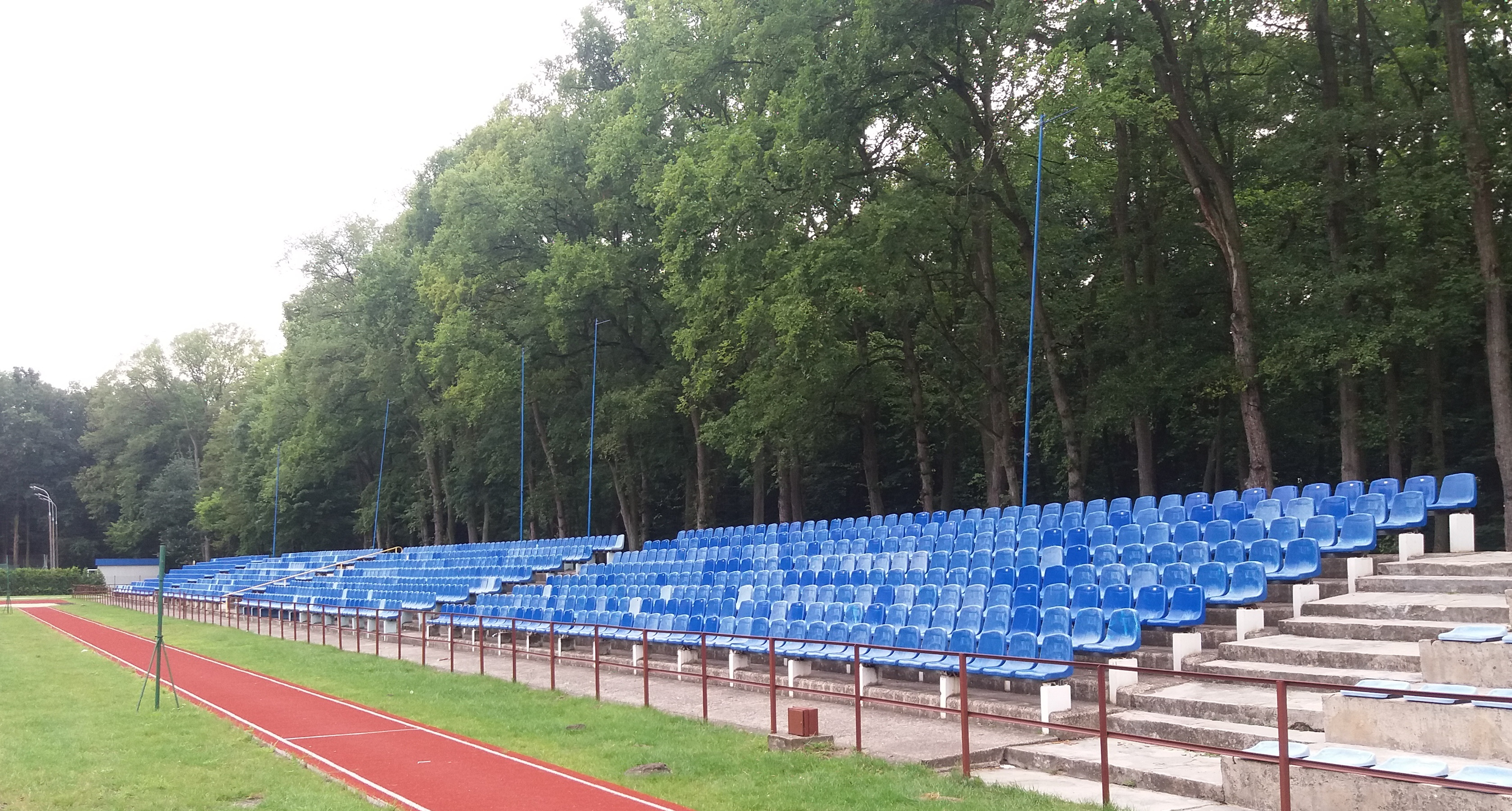
Trybuny na stadionie w Słupcy 2016 r.
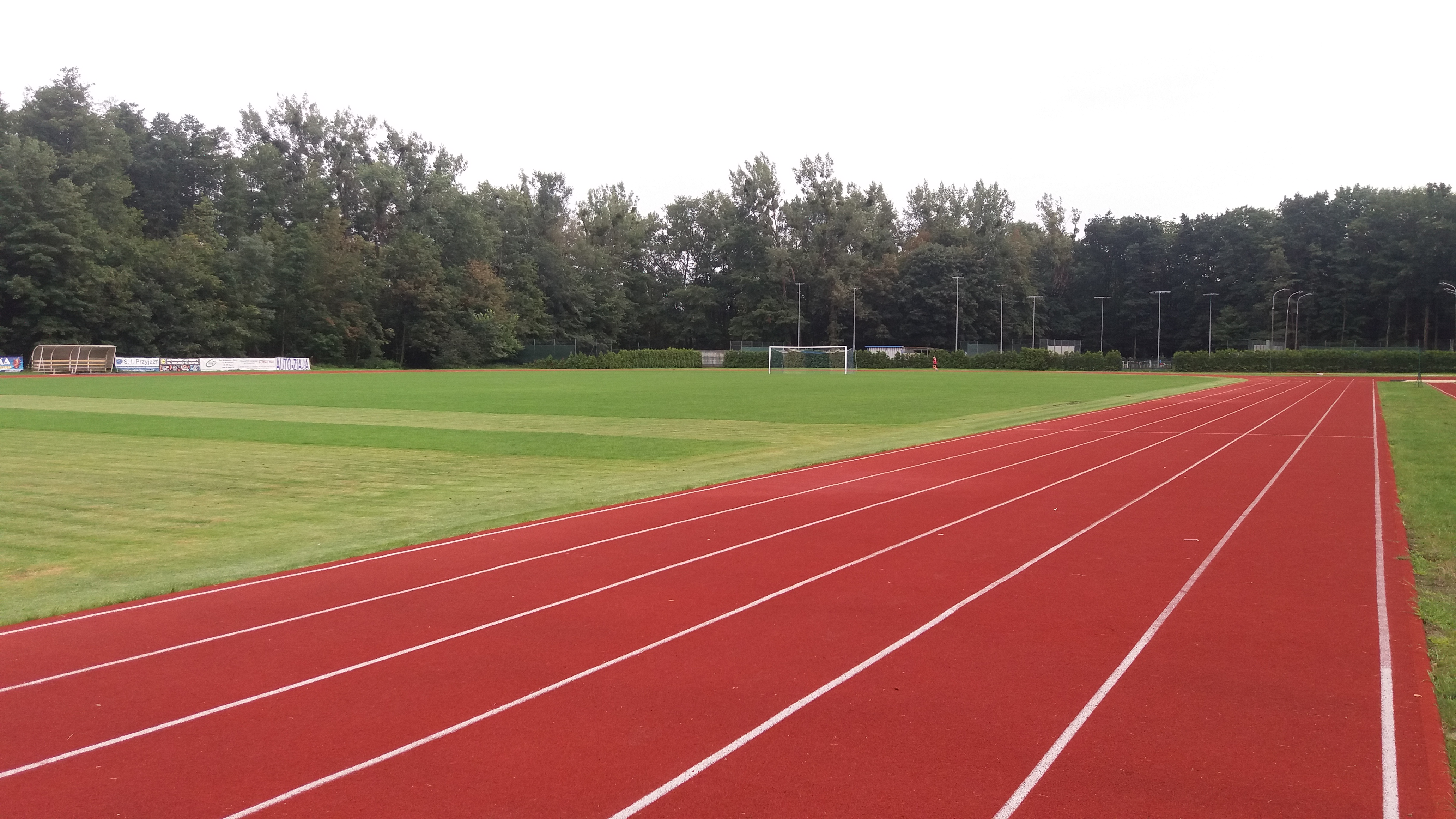
Bieżnia wokół stadionu w Słupcy 2016 r.
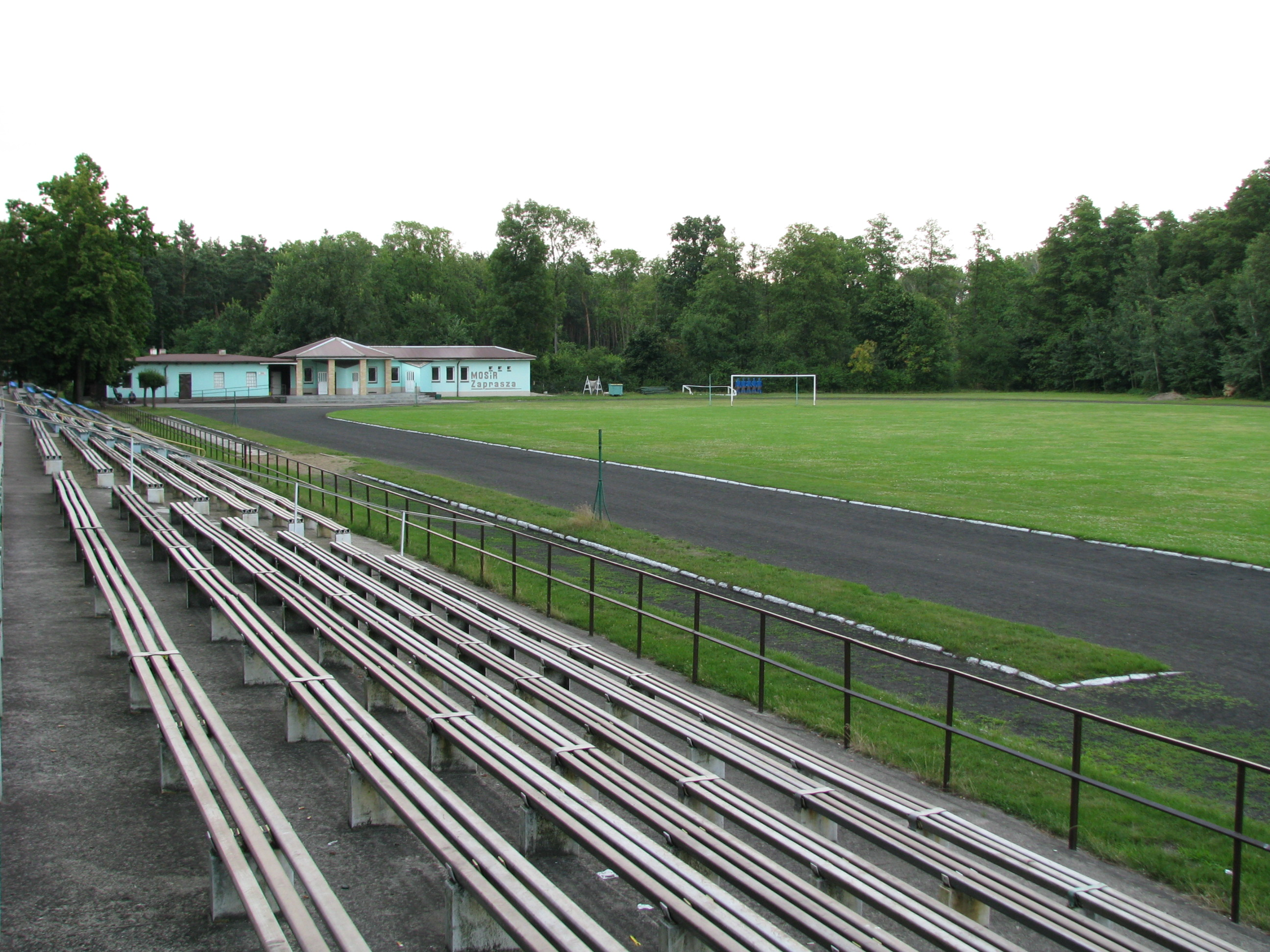
Słupecki stadion w 2008 r.